# Cunderdin Shire
Cunderdin Shire är en kommun i Australien. Den ligger i delstaten Western Australia, omkring 120 kilometer öster om delstatshuvudstaden Perth. Antalet invånare var 1 457 vid folkräkningen 2016.
Följande samhällen finns i Cunderdin:
- Cunderdin
- Meckering